# Другет, Вилмош
Вильгельм (Вилмош, Уильям) Другет (венг. Druget Vilmos, словац. Viliam Druget, укр. Вілмош Другет; 1300-е годы — сентябрь 1342 года) — крупный венгерский барон, военный и политический деятель неаполитанского происхождения первой половины XIV века. Вместе со своей семьей он с детства был придворным Клеменции Венгерской, королевы Франции. По приглашению Карла I Роберта Вильгельм Другет прибыл в Венгрию в 1327 году, унаследовав состояние своего дяди Филиппа, который в том же году умер, не оставив потомков мужского пола. В то же время отец Уильяма Янош (Жан) Другет сменил его на посту палатина Венгрии.
Будучи иностранцем, Вильгельм Другет также унаследовал обширную провинцию своего дяди на северо-востоке Венгрии, мгновенно став самым богатым и могущественным магнатом в Королевстве Венгрия. Он сохранил этот социальный статус до второй половины правления Карла. После отъезда своего отца в Неаполь и последующей смерти Вильгельм также стал заместителем палатина с 1333 по 1334 год, затем палатином Венгрии с 1334 года до своей смерти, что ещё больше расширило его политическую власть и огромное богатство, что, однако, также увеличило число его врагов при королевском дворе. На пике своего могущества Вильгельм правил девятью комитатами и двадцатью тремя замками, а его провинция территориально превосходила даже владения воеводы Трансильвании и бана Славонии. Король Венгрии Карл I Роберт умер в июле 1342 года. Пару недель спустя Вилмош также скончался в начале сентября, что сильно повлияло на судьбу семьи Другет, после того как новый монарх Людовик I — под влиянием своих противников — решил упразднить провинцию Другет, лишить семью должности палатина и конфисковать подавляющее большинство их владений, игнорируя завещание Вильгельма.

## Ранняя жизнь
Вильгельм (в Венгрии — Вилмош) родился в 1300-х годах. Старший из трех сыновей Жана (Яноша) I Другета (ок. 1286—1334) и Паски де Бононенси. Семья Другет принадлежала к той неаполитанской знати французского или провансальского происхождения, которая прибыла в Апулию (Южная Италия) вместе с графом Карлом I Анжуйским в 1266 году. К первому десятилетию XIV века братья Филипп и Жан — отец Вилмоша — считались самыми важными членами семьи. В то время как Жан Другет поступил на службу к Клеменции, на короткое время королеве-консорту Франции и Наварры, Филипп сопровождал брата Клеменции Карла Роберта в его путешествии в Венгрию, где последний предъявил права на вакантный королевский трон и успешно приобрел его к 1310 году.
Жан и его жена Паска были важными придворными королевы Клеменции, которая жила в своём доме в Париже (за исключением нескольких лет в Экс-ан-Провансе) после того, как она овдовела после смерти своего мужа Людовика X в 1316 году. Вильгельм и его братья и сестры — Миклош I, Янош II и (возможно) Клеменция вместе выросла при королевском дворе. В своей последней воле и завещании (1328) королева Клеменция назвала Уильяма своим щитоносцем, что было относительно незначительным достоинством для оруженосцев при её дворе. По прибытии в Венгрию в 1327 году Вильгельм женился на итальянской дворянке Марии Фоллии. В его последней воле в 1330 году она была названа «демуазель» (лат. domicella), следовательно, их свадьба состоялась незадолго до этого. На момент составления документа у них не было детей. После 1330 года в браке родились две или более дочерей, но на момент смерти у Уильяма не было потомков мужского пола.

## Лорд Северо-Восточной Венгрии

### Новоприбывший барон
Здоровье Филиппа Другета ухудшилось к середине 1327 года. Он умер то ли в июне, то ли в июле. Вскоре после (или до) его смерти его брат Янош I и его племянники — Вильгельм, Миклош I и Янош II — были приглашены из Неаполя в Венгрию, чтобы унаследовать его богатство и власть. Уильям и его жена уже проживали в Венгрии в августе 1327 года, когда он унаследовал крупную провинцию своего дяди в северо-восточной части королевства в соответствии с решением короля. Формально владения Филиппа были возвращены короне, но король Карл I Роберт сделал Уильяма новым владельцем, когда он возобновил и переписал предыдущие земельные пожертвования ему. Уильям был введен в свои новые владения в феврале 1328 года. В этом документе перечисляются его унаследованные (то есть не «служебный феод» или честь) поместья (iure perpetuo). Соответственно, когда Филипп умер, Вильгельм Другет стал владельцем следующих замков и владений с их окрестностями: замок Любло и близлежащий город Подолин в Шепешском комитате (современные Стара-Любовня и Подолинец в Словакии соответственно), замок Палоча (Плавеч) с шестью деревнями: Бертот (Бертотовце), Уйфалу (Вамосуйфалу, современная Хминианска-Нова-Вес), Фрикс (Фричовце), Хедри (Хендриховце), Сирока (Широкое), Витезфальва (Виаз) в комитате Шарош, замок Парич с деревней Теребеш (Требишов, Словакия), а также замки Барко и Ешено в Земпленском комитате (современные Бреков и Ясенов в Словакии соответственно).

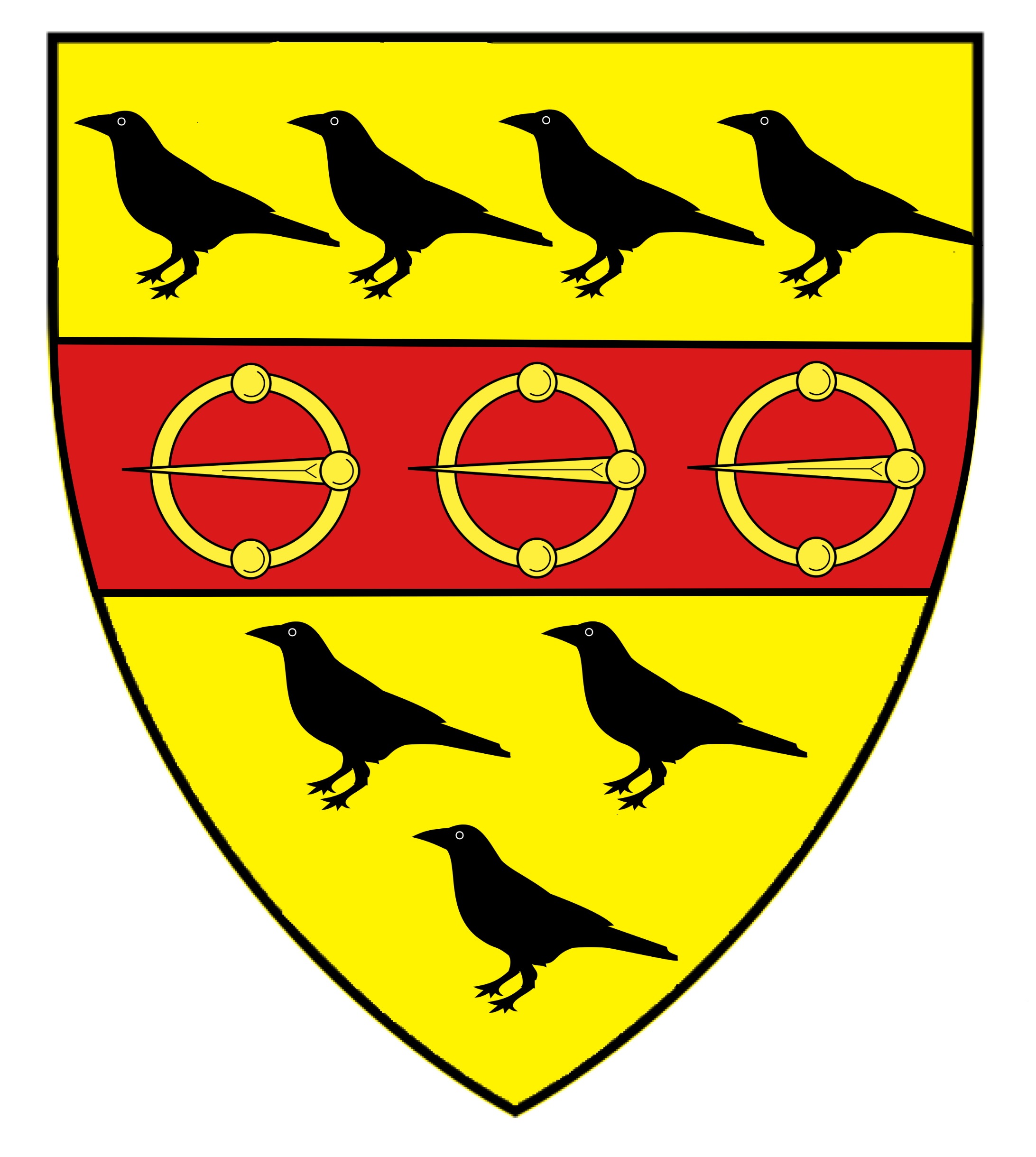
Герб семьи Другет

Что ещё более важно, Уильям взял на себя управление теми комитатами, которые принадлежали к «служебным феодам» его покойного дяди. Следовательно, по словам историка Пала Энгеля, со второй половины 1327 года он стал ишпаном комитатов Сепеш, Абауй (или Уйвар), Боршод, Гёмёр, Хевеш и — предположительно — Торна. В соответствии с системой чести многочисленные королевские замки, которые в основном обеспечивали его доходы, и их принадлежности также были отнесены к провинции Вильгельма на северо-востоке Венгрии. Вилмош Другет стал кастеляном замков Сепеш (Спиш) в комитате Шепеш; Фюзер, Регек, Генц, Болдогко, Ясо (Ясов), Сомоди (Дриеновец) в комитате Абауй; Дедес и Диосгьер в комитате Боршод; и Шадвар в комитате Торна. Уильям также унаследовал почести своего дяди за пределами провинции Другет: замки Фюлек (Филяково) в комитате Ноград, Маковица (Зборов) и Соколы (Соко) в графстве Шарош. Что касается его унаследованного личного богатства и «служебных владений», новичок и молодой Уильям Другет стал одним из самых могущественных баронов в Королевстве Венгрия, несмотря на его иностранное происхождение и отсутствие политического и социального прошлого. Тем временем его отец Янош сменил Филиппа на посту палатина Венгрии, что было самой престижной должностью при королевском дворе. После смерти Филиппа прибывшие родственники Другетов были обязаны своим возвышением и положением у власти исключительно милости короля, в то время они ещё не были связаны с коренной венгерской знатью, что впоследствии стало источником многих трений. В последующие годы Вилмош Другет постепенно расширял свою территориальную провинцию и одновременно занимался частным капиталом.

### Провинция Другета
Ещё в первой половине 1328 года Карл Роберт также передал Вильгельму власть в графстве Шарош, где он владел землями на наследственном праве и двумя замками в качестве почестей, вместе с его самым важным одноимённым фортом. После смерти своего отца в 1334 году Вильгельм сменил его на посту палатина Венгрии. В то же время он взял на себя управление комитатами Унг и Земплен, где находилась значительная часть его частной собственности. В том же году Карл I присоединил замок Патак — без города — в комитате Земплен (недалеко от Шаторальяуйхей) к владению Вильгельма. Это могло быть компенсацией для него, потому что незадолго до этого монарх отвоевал замок Диосгьер и подарил его своей жене, королеве Елизавете Польской. После этого замок стал постоянной резиденцией отдыха для королев Венгрии. В конце его жизни замок Сирок в комитате Хевеш был передан провинции Другет в 1339 году. В 1342 году, в год его смерти, Уильям владел двадцатью тремя замками; в пределах границы его провинции тринадцать замков и девять замков, принадлежащих по праву наследования, и только один за пределами его провинции, форт Фюлек в комитате Ноград. Провинция Другет на северо-востоке Венгрии была сравнима с историческими регионами Трансильвания и Славония по своим размерам, количеству графств и фортов, а также по своим институтам на пике карьеры Вильгельма. Подобно титулу своего дяди до того, как он занял должность палатина, Уильям Другет первоначально управлял своей провинцией, поскольку ишпан этих комитатов с усиленной юрисдикцией «королевского судьи» получил дополнительную власть и получил полномочия палатина на своих уважаемых территориях. После того как в 1334 году Вильгельм тоже был назначен палатином, он отказался от этого титула. Уильям был среди тех, кто был назначен одним из судей в мае 1330 года, во время суда над родом Зах, один из известных членов которого, Фелициан Зах, пытался убить королевскую семью 17 апреля 1330 года в Вишеграде.

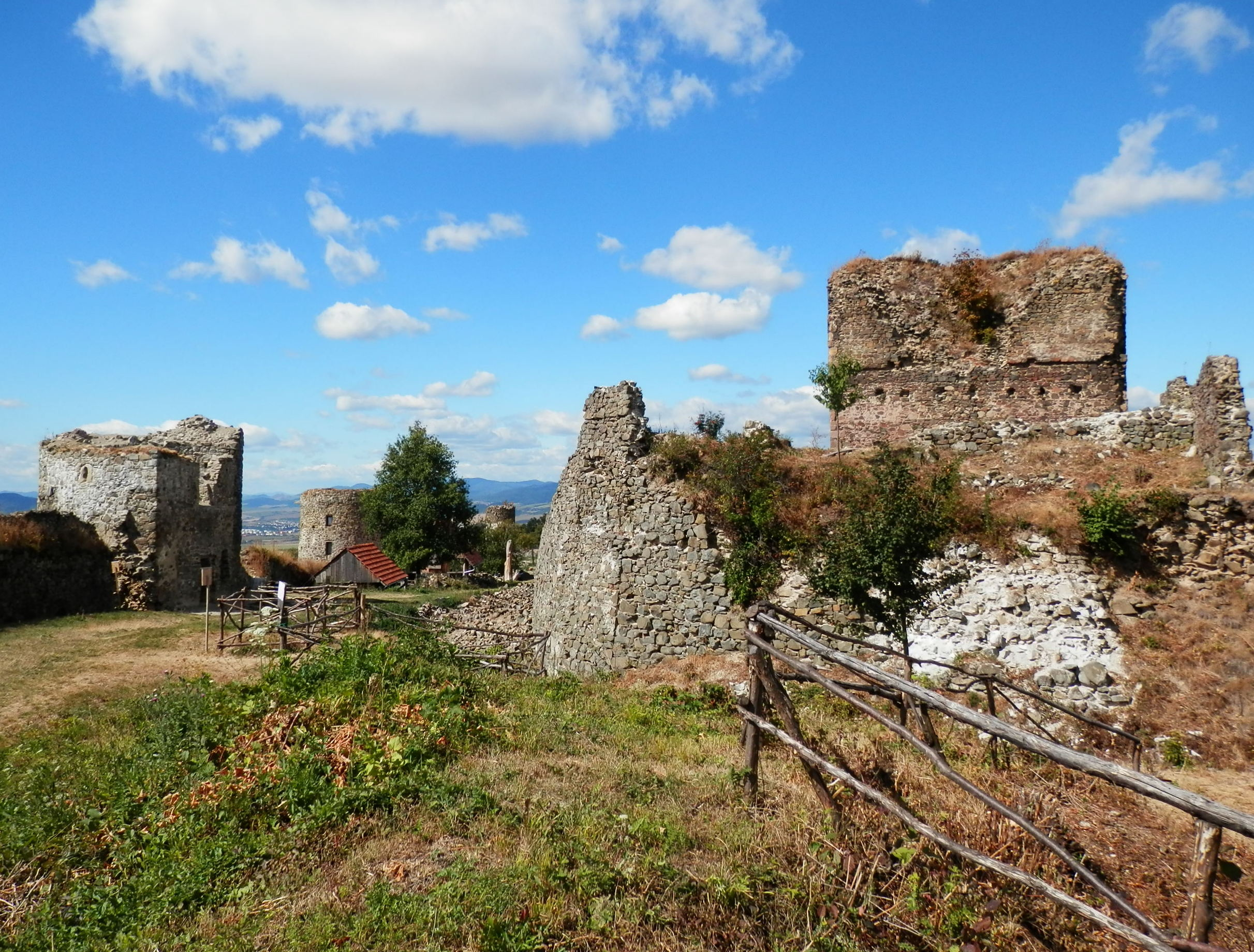
Руины замка Шариш (Сарос), ранней постоянной резиденции Вильгельма Другета на северо-востоке Венгрии (современная Словакия)

На первом этапе — до 1333/1334 года — своего правления в качестве лорда Северо-Восточной Венгрии Вильгельм в основном проживал в своей постоянной резиденции замке Шарош, который функционировал практически как столица провинции. Он хранил свои хартии — королевские пожертвования, привилегированные письма, документы о назначении и так далее, — в Генце, в то время как его казна находилась в крепости Регец. Его личная резиденция находилась в Теребесе. В округе Шепеш, основной территории провинции Другет, две привилегированные группы, немцы-ципсеры и дворяне с десятью копьями, упорно защищали свои ранее приобретенные привилегии от попыток Вильгельма интегрировать их в административное учреждение провинции. В отличие от своего дяди, Уильям не признавал их привилегий, территориального и судебного разделения. Будучи ишпаном округа Шепеш, он явно считал, что эти две группы находятся под его юрисдикцией, и насильственно подчинил их своему сюзеренитету. После их жалоб Карл I предупредил Вильгельма, что его заместитель — вице-ишпан Петр Сиенский — не должен принуждать саксов подчиняться его решению в 1330 году. Аналогичное нарушение было зафиксировано в 1336 году. Во время продолжительного судебного процесса между проректором Шепеша и поселенцами Шепешварья (Спишское подградье) в 1338-39 годах стороны тяжбы не признали право Вильгельма на юрисдикцию в этом деле и передали дело в Лече (Левоча), а не в замок Шепеш, где Вильгельм намеревался урегулировать конфликт. В исключительных случаях Чарльз не поддерживал Уильяма в его усилиях по ликвидации привилегированных территорий в своей провинции, и в отсутствие королевской поддержки ему пришлось согласиться с этим, в лучшем случае он мог только отодвинуть начальство двух групп на задний план. Несмотря на это, Карл I не предоставил ни одному поселению полных муниципальных привилегий на территории провинции Другет из-за максимизации королевских доходов. Только Кельничбанья (Гельница) и Сомольнокбанья (Смольник) имели привилегии шахтёрских городов до упразднения провинции Другет на северо-востоке Венгрии. По усмотрению Уильяма он контролировал все королевские доходы во время управления провинцией. Например, в 1331 году он освободил от пошлин на некоторые товары бюргеров Эперьеса (Прешова).
Суд в Визсолях, судебный орган провинции Другет, продолжил свою деятельность после смерти Филиппа и наследования Вильгельма. Верный фамильяр, Николас Перени сохранял свою должность заместителя судьи суда до 1334 года. Функции двора изменились, когда в 1333 году Вильгельм был назначен заместителем палатина. Суд в Визсолях также выносил решения по делам за пределами провинции, например, в комитате Бихар. Николас Перени практически выполнял функции вице-палатина заместителя палатина в этом контексте. После того, как Вильгельм стал палатином в 1334 году, он назначил «сельского» вице-палатина в свою провинцию — Якаба, сына Дениса — и сам управлял провинцией из Визсолей, упразднив суд. Это привело к продлению срока службы принятия решений, поскольку крайние сроки были скорректированы с учётом того времени, когда Уильям проживал в провинции. Историк Аттила Жолдос утверждает, что Вильгельм решил упразднить суд, потому что он созывал регулярные собрания («congregatio generalis») для округов провинции, считая сосуществование двух властей ненужным. После пятилетнего перерыва суд в Визсолях был восстановлен летом 1339 года. Изеп Рушкай стал заместителем судьи суда; он упоминался в этом качестве с 1339 по 1341 год. Как и его предшественник, Рушкай судил дела в графствах провинции Другет, за некоторыми исключениями его участия в других округах (включая Бихар в 1341 году, где Уильям, однако, был обладателем его «пустой» чести после смерти Деметриуса Некксея). Жолдос считает, что Вильгельм восстановил двор в Визсоляхпосле того, как весной 1337 года перенес свою постоянную резиденцию в королевскую столицу Вишеград, что привело к тому, что с тех пор личное присутствие в его провинции становилось все более редким. Однако в то время суд так и не восстановил свою давнюю деятельность, и его юрисдикция постоянно размывалась. Жолдос считает, что суд в Визсолях де-факто прекратил свое существование к концу 1341 года. Это также не зависит от того факта, что завершение строительства палатинального суда в Надьямароше произошло в том же году и одновременно с упадком суда в Визсолях. До исследований Аттилы Жолдоса в более ранних академических работах говорилось, что суд в Визсолях был эквивалентен «сельскому» палатинальному суду после 1334 года, следовательно, существовало два параллельных палатинальных суда с постоянными местами в Обуде (тогда Вишеград) и Визсолях.

### Приобретения

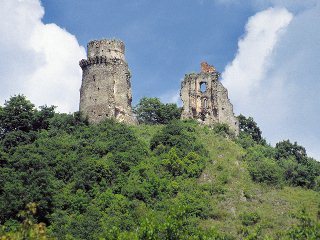
Уильям Другет приобрел форт Сланец (Szalánc) в 1330 году

Как лорд провинции Другет, Вильгельм использовал свой статус, чтобы увеличить свое личное богатство, приобретая наследственные владения (iure perpetuo), которые в основном находились на территории его провинции, но не исключительно. Уильям получил одну из своих почестей — замок Соколи по наследственному праву от Карла I где-то между 1328 и 1330 годами, после того, как графство Шарош было присоединено к провинции Другет. После смерти своего отца Яноша в 1334 году Уильям также унаследовал его личные владения в комитатах Унг и Земплен. Несмотря на венгерское обычное право, наследство не было разделено между братьями (Уильямом, Миклошем и Яношем-младшим), осуществляя принцип первородства, который характеризовал социальную структуру в Западной Европе. Следовательно, Вильгельм стал владельцем Невицкого замка (современное Невицкое, Украина) и его окрестностей, деревень Надькапос и Мочар (современные Веньке Капушаны и Мочьяр в Словакии соответственно), в дополнение к деревне Земплен (сегодня Земплин, Словакия) с её ярмаркой и Гебельфальва (также Шрайберсдорф, ныне Бугловце, Словакия) в Шепешском комитате. Помимо королевских пожертвований и наследства состояния Филиппа и Джона, Уильям увеличил количество своих поместий в ущерб соседним владельцам. Хотя, подводя итог эволюции его личного богатства, были некоторые жалобы на его попытки приобрести земли в своей провинции, по сравнению с некоторыми его современниками — например, Миксом Акосом — его вообще нельзя было считать жестоким землевладельцем. Основываясь на бывшем споре между Филиппом Другетом и семьей Гергей в графстве Шепеш, Уильям Другет в 1329 году подал против них иск по поводу их поместий. Судебный процесс закончился принудительным урегулированием; Гергейсам пришлось отказаться от поместий Кистопорц (Топорец), Кисломнич (Ломничка) и Белес в пользу Уильяма. После этого семья Гергей обратилась с петицией в королевский суд, и при посредничестве короля они выкупили свои три древних владения у Вильгельма за 352 марки ценных тканей в 1330 году.
Это было гораздо более прочное приобретение собственности для Уильяма, когда местный феодал Какаш Таркой заложил свои поместья — Офалу (Спишска Стара Вес, Словакия), Матьясвагаса (Матяшовце, Словакия), Недец (Нидзица, Польша) и Фридманвагаса (Фридман, Польша) — вдоль реки Дунаец в самой северной части Словакии. Графство Шепеш в начале 1328 года. Какас умер вскоре после этого, все ещё в том же году. Под давлением Вильгельма глава Сепеша (Spišská Kapitula) переписал свидетельство о залоге. В другом документе, опубликованном капитулом, наследники Какаша Таркоя жаловались на то, что Уильям хочет заставить указанные поместья стать его собственностью на постоянной основе. Они заявили, что если они собираются передать собственность, то сделают это только из-за страха перед «негодованием» Уильяма. Однако в более позднем документе ситуация проясняется; соответственно, король Карл конфисковал эти земли у семьи Таркей из-за огромных долгов Какаса и «других правонарушений» и передал Уильяму Другету, исключив братьев Какаса из наследства. Вильгельм построил свой укрепленный каменный замок за свой счет в поместье Недец (ныне в самой южной части Польши) к 1330 году — в своем последнем завещании в том году он назвал форт своим «новым замком».

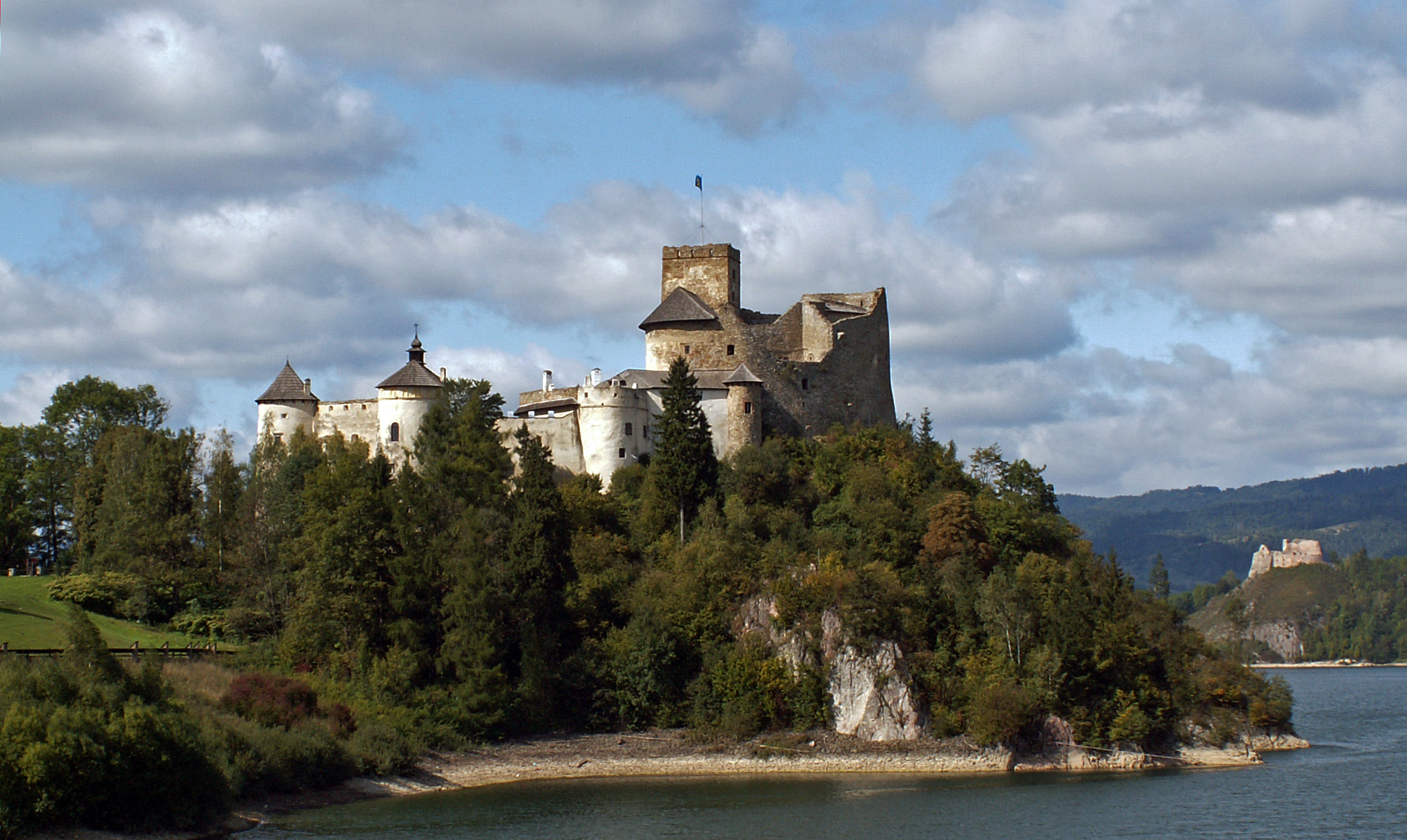
Замок Дунаец в современной Польше, построенный Уильямом Другетом незадолго до 1330

Уильям обменял свои вышеупомянутые унаследованные шесть деревень в округе Шепеш на замок Саланц (Сланец, Словакия) в округе Абауй с семьей Саланчи из некогда престижного клана Аба в 1330 году . После насильственных и принудительных попыток Уильям также купил поместья семьи Сомоси из того же рода в Сароше. Графство в 1332 году — в процессе он приобрел деревни Миклошвагаша (Миклушовце), Седлице (Седлице), Сапотница и Сапотница. Когда Доминик Надасди из клана Аба умер, не оставив наследников мужского пола, Уильям подал прошение в королевский суд о его владении, которое состояло из двенадцати владений к востоку от Касса (Кошице) в графствах Абауй и Сарос. Карл выполнил его просьбу в 1335 году, таким образом, Вильгельм стал владельцем Надасда (Трстене при Хорнаде), Жаданы (Жданья), Шкароша (Скарош), Альсочая (Нижний Чай), Фелсечая (Вышний Чай; а также другое поместье, расположенное между ними), Осва (Ольшованы), Богданы (Богдановце), Ленгьелфалва (Кошицкая Полянка), Фельнадасд (Тршаны), часть в Шаплаке (Красна) и Лушаны (сегодня часть Коятице), все современные находятся в Словакии. После успешного судебного разбирательства с вдовой Доминика (Кларой, дочерью покойного Дожи Дебрецени) и сестрами Вильгельм был вынужден вернуть им некоторые поместья — Алсочай, Фелсочай и Осва — в 1337 году. Уильям также приобрел деревню Уйлак (Новосад) в графстве Земплен через некоторое время, возможно, после смерти своего отца. Вильгельм безуспешно пытался захватить лордство Балог в графстве Гем в 1336 году, когда захватил и заключил в тюрьму его лорда Донча Балога, который сам был племянником Фелициана Заха, который пытался убить королевскую семью шестью годами ранее. Вильгельм просил Карла предоставить его светлости, которая состояла из восьми владений, но он столкнулся с этим шагом с семьей Сечи из клана Балог, которые также были сильными доверенными лицами венгерского монарха. В конце концов Уильям был вынужден отступить.
Он также владел некоторыми землями за пределами Северо-Восточной Венгрии. Согласно его последней воле и завещанию от 1330 года, он владел Уйбеком («Новой Веной»), поселением к северу от Пешта и некоторыми неопознанными землями в комитате Сатмар. Он также унаследовал Бесенье в Пештском комитате от своего дяди Филиппа. В 1337 году он подарил деревню одному из своих приближенных, Петру, сыну Кереша. Год спустя Карл пожаловал Вильгельму Печель в том же графстве, но вскоре, в 1338 году, он тоже перешёл к Петру. После того, как весной 1337 года Вильгельм перенес свою постоянную резиденцию в столицу Вишеград, он купил в городе несколько поместий и дворцов. Он также арендовал некоторые поместья — например, Каясо и Солимар — на десять лет у доминиканских монахинь острова Маргарет, который находился недалеко от Вишеграда в соседних графствах Ноград, Эстергом и Фейер.

### Личные активы и деловые интересы
Его последняя воля и завещание от 1330 года содержат ряд дополнений к его финансовому положению, религиозности и деловым интересам. Он составил завещание во время подготовки своего военного похода в Королевство Польское. Он огласил свое завещание в замке Сарос 9 августа 1330 года, где назначил наследником всего своего имущества своего младшего брата Николая, опять же по принципу первородства (то есть младший брат Иоанн II был исключен из наследования). Он попросил Чарльза стать исполнителем завещания. В первой половине XIV века у венгерской знати не было привычки писать последнее завещание; имущество было разделено между сыновьями и другими ветвями семей в соответствии с обычным правом. В документе указывалось происхождение Вильгельма, по своему тону и форме завещание не отличалось от завещаний аристократии в тех западноевропейских странах, которые полностью приняли римское право. Осенью 1330 года у Уильяма не было детей, и, опасаясь вероятности потери своих владений, он назначил наследником своего брата.
В дополнение к 1000 маркам чистого серебра Вильгельм завещал своей жене Марии 32 предмета роскошного столового серебра, золотую корону, украшенную драгоценными камнями (стоимостью 100 марок), три серебряных пояса, позолоченный крест с драгоценными камнями, неустановленное количество украшений и 29 тюков дорогих шелковых тканей, сотканных золотом. По словам искусствоведа Агнеса Курча, эти предметы не только раскрывают богатство семьи Другет, но и демонстрируют их чувство утонченности и качество жизни, которые отличали их от других знатных семей Венгрии . В документе, Вильгельм также признался в своих предыдущих «грехах», в том числе в посягательстве на владения соседних лордов, в заключении Иоанна, виллика из Лече, и в том, что он в гневе повесил Перенгерия, судью из Кельничбани, хотя тот в любом случае заслуживал своей участи. Он также приказал выплатить семье Гергей компенсацию из его имущества, чтобы урегулировать их ранее подробно описанный конфликт. Его религиозность также фигурировала в документе; он выделил средства церкви, где будет похоронено его тело, в дополнение к тем церквям, где будут произноситься молитвы о его духовном спасении.
Печати Вильгельма сохранились с 1328, 1329, 1334, 1337, 1340 и 1342 годов. После своего назначения палатином Венгрии он начал использовать висячую печать с изображением портретного изображения, стремящегося к подлинности, с украшением герба ангела, держащего подкову. Портретное изображение, которое, вероятно, предназначено для того, чтобы запечатлеть лицо Уильяма, можно проследить до итальянского происхождения начала XIV века, напоминающего лицо Данте Алигьери. Агнес Курч считает, что изображение ангела с подковой выражает верность Анжуйскому дому Капетингов, который также изображал себя с подковами и страусами на гербе. Курч также утверждал, что печати Уильяма были разработаны и изготовлены его знакомыми, ювелирами Питером и Николасом из Сиены.
Продолжая усилия Филиппа, Вильгельм поселил немецких (саксонских) иммигрантов в своих редко населенных владениях в графстве Шепеш. Например, в 1329 году он предоставил вольности чиновникам (солтысам) в двух деревнях, Гиермп (Ярабина) и Эр (Стражки, сегодня район Спишска-Бела), которые принадлежали лордству Любло. Его приближенные — например, Год Эллеси, кастелян Невике — также приглашали русинов на земельные владения Другет в графстве Унг. Уильям назначил судебных приставов для управления и управления этими владениями, которые не принадлежали ни одному замковому лордству в его провинции. Помимо своего имущества, связанных с ним налогов и доходов, Уильям также имел разнообразные деловые интересы. Согласно его последней воле, он арендовал десятину в Буде и был вовлечен в процветающую торговлю вином в Сирмии, связанную с местным бюргером Рафаэлем, ювелиром. Однако, в дополнение к доходу, Уильям также накопил долги за время своей деятельности. Во время заключения контракта с его неустановленным кредитором Арнольдом судья Касса поручился за него. В 1332 году Вильгельм также заключил контракт с Чанадом Телегди, архиепископом Эстергома, давним другом и союзником семьи Другет, чтобы сдать в аренду треть доходов от добычи полезных ископаемых (урбура) в Розняве (Рожнява). Уильям тоже имел долю в доходах от добычи серебра в Сомольнокбанье. В своем последнем завещании он предоставил этот доход в качестве залога для погашения любых долгов после своей смерти. В документе он поручил своим слугам, магистру Фриско и итальянцу Гери, расплатиться с кредиторами в отведенное время, в дополнение к финансовым бенефициарам — его жене, самому Гери, Перрото, нотариусу Матиасу, его личному слуге Уолтеру, другим слугам, возчикам, щитоносцам и т. д. — по его завещанию из этого дохода, который составлял не менее 370 марок. Кроме того, он также предоставил таможенные пошлины в Любло, если вышеупомянутые платежи не были покрыты его активами. Уильям имел деловые связи с ишпаном Вулвингом, богатым купцом из Буды.

## Военная карьера
Вильгельм Другет участвовал в войне против Габсбургов летом 1328 года, когда венгерские и чешские войска вторглись в Австрию и разгромили австрийскую армию на берегах реки Лейта. Вместе со своим отцом Яношем Другетом, который в то время ещё не имел придворного положения, Уильям был одним из подписантов Брукского договора, по которому Карл I Роберт 21 сентября 1328 года подписал мирный договор с тремя герцогами Австрии (Фридрихом Справедливым, Альбертом Хромым и Оттоном Веселым).

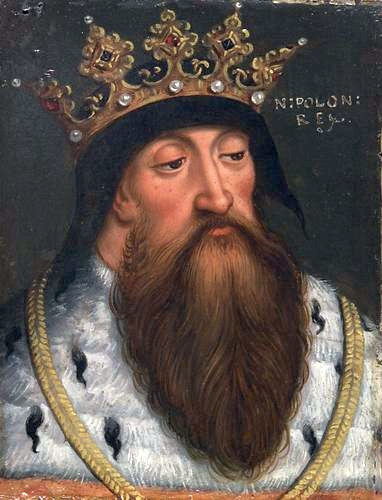
Владислав I Локетек (1261—1333), король Польши (1320—1333)

Союз со своим тестем Владиславом I Локетком, королем Польши, стал постоянным элементом внешней политики короля Венгрии Карла Роберта в 1320-е годы. Во время польско-тевтонской войны за сюзеренитет над Помералией Карл осенью 1330 года послал венгерские вспомогательные войска под командованием Вильгельма Другета, чтобы поддержать Владислава в его войне против Тевтонского ордена. Помимо его статуса без наследника мужского пола, это было ещё одной причиной, по которой Уильям составил свою последнюю волю и завещание в том году, когда ему было под тридцать. Он также обратился к папе римскому Иоанну XXII выразив желание быть похороненным в часовне Святой Анны в Седикерте (Заградне) недалеко от замка Шарош. Современные или почти современные прусские (тевтонские) хронисты — Петр Дусбургский и Виганд Марбургский — описывали Вильгельма как уважаемую и влиятельную фигуру событий во время кампании . Петр Дусбургский утверждал, что венгерский контингент Вильгельма состоял из 8000 человек . Польские и венгерские войска разграбили Кульмерланд тевтонской Пруссии вплоть до реки Оса близ Грудзендза. За этими манёврами последовала серия контратак тевтонцев. При посредничестве чешского короля Иоанна и венгерского короля Карла I великий магистр Тевтонского ордена Вернер фон Орсельн подписал перемирие с Владиславом I 18 октября 1330 года. По словам Виганда Марбургского, «язычник» Вильгельм Другет сопровождал великого магистра в польский королевский лагерь. После этого венгерские войска вернулись домой в последующие месяцы, но в течение следующего года бои продолжались до битвы при Пловцами.
Десять лет спустя, в 1340 году, Вильгельм возглавил венгерский контингент в Галицко-волынских войнах, чтобы оказать помощь шурину Карла, королю Польши Казимиру III Великому, в его борьбе за трон королевства Галицко-Волынского против Великого княжества Литовского и их союзника, Золотой орды. 15 мая 1340 года королевский судья Паул Надьмартони отложил судебный процесс, первоначально назначенный на 15 мая, потому что два истца, Питер и Ладислав Розгони, участвовали в кампании Вильгельма Другета. Основываясь на современных записях, сербский историк Джура Харди считает, что операция венгерской армии в Рутении, которую возглавлял Вильгельм Другет, скорее всего, началась после 1 мая 1340 года, и они вернулись в Вишеград до 11 июня; венгерская армия могла активно воевать около десяти дней. Войско Вильгельма сражалось против татар Золотой Орды, которые даже разграбили северо-восточный угол королевства вдоль русской границы, где также лежала значительная часть владений клана Другет как пишет хронист Иоанн Винтертурский. Венгерская королевская армия нанесла серьёзный урон графству Шарош, когда прошла через этот район в направлении Польши.

## Смерть и последствия
Король Венгрии Карл I Роберт Анжуйский скончался в Вишеграде 16 июля 1342 года. Его 16-летний старший сын Людовик (Лайош) I взошёл на венгерский престол без сопротивления пять дней спустя. Несмотря на то, что Лайош достиг совершеннолетия, его мать Елизавета оказала на него сильное влияние, что привело к немедленной политической маргинализации Вильгельма Другета. Это хорошо отразилось в том факте, что, согласно «Венгерской иллюстрированной хронике», самым важным доверенным лицом королевы-матери был Томас Сеченьи, который опоясал нового монарха королевским мечом во время церемонии коронации, несмотря на то, что Уильям занимал самую престижную светскую должность при дворе. Вильгельм отошёл от общественной жизни. Вполне вероятно, что его здоровье ухудшилось с конца прошлого года, потому что его личный врач Мейнард начал строить дом на участке Вилмоша в Вишеграде, чтобы как можно скорее предоставить его господину . Последняя известная хартия Вильгельма была издана в Вишеграде 29 августа 1342 года, но другие источники из его провинции упоминали его как живого человека до середины сентября. В январе 1343 года его вдова Мария Фоллия заявила, что Вильгельм умер от быстро начавшейся болезни. Соответственно, Уильям пожертвовал часть земли в Вишеграде Джону, приходскому священнику Вышеграда, для своего собственного спасения и его услуг ещё при жизни, но он больше не мог выдавать свидетельство о дарении, поэтому вдова компенсировала это. В королевской хартии Людовика I от июня 1343 года упоминались «сироты» Вильгельма. Следовательно, от брака Уильяма Другета и Марии Фоллии после 1330 года родились две или более дочерей, которые в 1343 году были ещё несовершеннолетними, но их судьба неизвестна.
После смерти Вильгельма его владения на северо-востоке Венгрии должны были вернуться к короне, поскольку у него не было законных наследников мужского пола. Под влиянием королевы Елизаветы и Томаса Сеченьи — «польской партии» — Людовик Великий отверг последнюю волю и завещание Вильгельма от 1330 года, а его младший брат Николас Другет не был признан его наследником. Вместо него в течение нескольких недель палатином Венгрии был назначен Николас Жамбоки, который до этого занимал лишь незначительные должности. Венгерские бароны были сыты по горло наркоторговцами, потому что, основываясь на опыте предыдущих десятилетий, они чувствовали, что могут играть лишь второстепенные роли по сравнению с ними. Луи, который уже родился в Венгрии, не испытывал эмоционального чувства к месту происхождения — Неаполю — своей семьи, в результате семья Другет больше не пользовалась таким особым вниманием. Идея о том, что Николас Другет должен стать следующим лордом провинции Другет, никогда всерьез не рассматривалась. После кратковременного требования власти Томаса Сеченьи полуавтономная провинция на северо-востоке Венгрии была разделена и ликвидирована к началу 1343 года. Королевский суд также конфисковал подавляющее большинство частной собственности наркоторговцев. В январе 1343 года братьям Уильяма Николасу и Джону были возвращены три замка из девяти, которые у них были раньше, и они были фактически оттеснены на территорию графств Унг и Земплен. Маргарет и Мария Фоллия, вдовы Филиппа и Уильяма Другетов, соответственно, могли сохранить свои унаследованные поместья.